# Daniela Dumitru
Daniela Georgiana Dumitru (* 25. Juli 1987 in Ploiești) ist eine ehemalige rumänische Eisschnellläuferin.
Dumitru begann ihre Eisschnelllauf-Karriere als Kind und stieg schnell in die – im internationalen Vergleich schwach besetzte – rumänische Spitze auf. Mit 15 Jahren gewann sie bereits die Bronzemedaille bei der Rumänischen Mehrkampfmeisterschaft, bei der sie die jüngste unter den sechs Teilnehmerinnen war. Anfang 2003 nahm sie an der Junioren-WM im japanischen Yanagimachi teil, wo sie sich als 31. im hinteren Viertel des Klassements platzierte. Mit ihren guten Ergebnissen auf nationaler Ebene erhielt Dumitru ab der Saison 2003/04 einen Platz im dreiköpfigen Weltcupaufgebot des rumänischen Nationalteams. Nachdem sie in den Wintern von 2003 bis 2005 lediglich in der B-Gruppe starten durfte und damit keine Chance auf Weltcuppunkte hatte, belegte sie Mitte Dezember 2005 in Inzell den neunten Rang über 1000 Meter. Bei diesem außergewöhnlich guten Ergebnis – zuvor war die Rumänin nie unter die besten 30 im Weltcup gekommen – profitierte Dumitru auch davon, dass die Beteiligung an den Wettbewerben in Inzell sehr gering war. Ein großer Teil der Weltspitze, darunter sämtliche asiatischen und nordamerikanischen Starter, ließen die Rennen aus, sodass anstatt der üblichen 50 Athleten nur 18 Läufer zum 1000-Meter-Wettkampf antraten.
In den folgenden Saisonen startete Dumitru bei Einzelrennen wieder in der B-Gruppe, konnte jedoch zumindest mit dem Team mehrmals die Top Ten erreichen. Bestes Resultat war in dieser Disziplin ein sechster Rang, den Dumitru und ihre Mannschaftskolleginnen Daniela Oltean und Andreea Lăzărescu im Februar 2008 in Baselga di Piné erreichten. Im Jahr 2010 wurde Dumitru erstmals rumänische Mehrkampfmeisterin. Ansonsten verliefen die Jahre nach 2005 für die Rumänin wenig erfolgreich: Die Teilnahmen an Welt- und Europameisterschaften endeten jeweils mit einer Platzierung im hinteren Drittel des Klassements, 2010 belegte sie bei der Sprint-WM den letzten Rang. Da sich das rumänische Team nicht für die Olympischen Winterspiele 2010 qualifizierte, konnte Dumitru dort nicht starten. Sie beendete daraufhin ihre Karriere.

## Eisschnelllauf-Weltcup-Platzierungen
| Platzierung              | 100 m | 500 m | 1000 m | 1500 m | 3000 m | 5000 m | 10.000 m | Team | Gesamt |
| ------------------------ | ----- | ----- | ------ | ------ | ------ | ------ | -------- | ---- | ------ |
| 1. Platz                 |       |       |        |        |        |        |          |      |        |
| 2. Platz                 |       |       |        |        |        |        |          |      |        |
| 3. Platz                 |       |       |        |        |        |        |          |      |        |
| Top 10                   |       |       | 1      |        |        |        |          | 5    | 6      |
| Stand: 16. Dezember 2010 |       |       |        |        |        |        |          |      |        |